# TVE UHD
TVE UHD es un canal de televisión español en ultra alta definición (UHD) de Televisión Española (TVE) que emite contenidos de La 1 en resolución 4K.
El canal se lanzó el 1 de junio de 2021, sustituyendo a la anterior señal de pruebas «EMISIÓN 4K Pruebas», y cuenta con dos versiones: una en alto rango dinámico (HDR) y otra en rango dinámico estándar (SDR).
El canal forma parte de la iniciativa UHD Spain, una asociación que agrupa a los principales operadores de red (Cellnex Telecom, Axión y Telecom CLM), radiodifusores (Canal Sur y TV3) y fabricantes de España para impulsar el desarrollo de la televisión en UHD.

## Historia
El origen de TVE 4K se remonta al año 2015, cuando TVE realizó su primera emisión en UHD por satélite a través de Hispasat, con motivo de la final de la Copa del Rey de fútbol. Desde entonces, TVE ha ido produciendo y emitiendo contenidos en UHD, como la serie documental Ciudades Españolas Patrimonio de la Humanidad, el desfile de las Fuerzas Armadas o el concierto de Año Nuevo de Viena.

El 1 de junio de 2021, coincidiendo con el Día Mundial de la Televisión, TVE lanzó oficialmente su canal TVE 4K, reemplazando al canal de pruebas y ofreciendo dos señales: una en HDR y otra en SDR. Ambas señales emiten en abierto y tienen como objetivo comparar las dos tecnologías y mostrar las ventajas del HDR. El canal dispone de información EPG de programación y servicio HbbTV.
El 14 de noviembre de 2022, TVE anunció que emitiría el Mundial de Catar en UHD por TDT y con calidad HDR, siendo la primera emisión mundial de TDT en UHD de un evento del nivel de complejidad y duración de un mundial de fútbol. Para ello, creó una nueva señal llamada TVE UHD, que sustituyó temporalmente a la señal TVE 4K en HDR, y que emitió un bucle de autopromoción del evento hasta el inicio del mismo el 20 de noviembre de 2022. Las emisiones de TVE UHD se prolongaron hasta días después de la finalización del Mundial, con la reemisión de los partidos de los que TVE tenía los derechos de emisión.
El 9 de junio de 2023, durante la celebración de la conferencia Tendencias de los servicios públicos audiovisuales europeos, en el auditorio de RTVE en Prado del Rey, Ángel García Castillejo, director de Políticas Audiovisuales, Servicio Público e Internacional de RTVE, reveló la intención de RTVE de trasladar las emisiones regulares del canal TVE 4K al multiplex RGE-2 de RTVE, una vez completado el apagado y cese de las emisiones en SD de los canales TDT, el próximo 7 de febrero de 2024. Para ello, sería necesaria una adecuación de la normativa técnica vigente, de la que dijo que trabajarían con la Administración en los próximos meses para conseguir el objetivo marcado. También indicó que no descartaban una reorganización de los servicios o canales en HD en el multiplex RGE-1.
Debido a problemas técnicos relacionados con la interrupción de las emisiones en definición estándar (SD), el lanzamiento de la nueva señal se retrasó. Finalmente, el 11 de febrero de 2024, La 1 UHD comenzó sus emisiones en el multiplex RGE-2 de RTVE, sustituyendo a la señal de Teledeporte HD, que había sido trasladada al multiplex RGE-1 de RTVE, aunque la emisión de TVE UHD se mantuvo. 

## Cobertura y recepción
TVE 4K se emite a nivel nacional de España por dos vías: por satélite a través de Hispasat, y por TDT a través de UHD Spain. Para recibir las emisiones por satélite, es necesario disponer de un receptor compatible con el estándar DVB-S2 y con la codificación de vídeo HEVC H.265. Para recibir las emisiones por TDT, es necesario disponer de un televisor UHD-4K, o receptor externo, compatible con el estándar DVB-T2 y con la codificación de vídeo HEVC H.265 y con soporte de HDR.

## Programación
Inicialmente, la programación de TVE 4K consistía en una selección de contenidos propios de TVE grabados en 4K.
Desde el inicio del Mundial de Catar, TVE 4K emite contenidos de La 1 en resolución 4K, tanto producidos por TVE como adquiridos a terceros. Entre los contenidos propios se encuentran series de ficción, documentales, programas culturales, informativos, deportivos y musicales. Entre los contenidos adquiridos se encuentran películas, series internacionales y documentales de naturaleza.